# Димитър Янев (композитор)
Вижте пояснителната страница за други личности с името Димитър Янев.
Димитър Василев Янев е български певец, композитор и музикант. Почетен гражданин на Благоевград от 1972 година, а от 2011 г. и на Симитли.

## Биография
Димитър Янев е роден на 6 октомври 1928 г. в симитлийското село Градево. Той е първородният син на Васил и Николия Цветанови, които са имали четири деца: Димитър, Мирчо, Кирка и Лефтер. Завършва средното си образование в бившата Солунска гимназия „Св. св. Кирил и Методий“ в Горна Джумая, днес Благоевград. От малък е самоук и сам се научава да свири на повечето народни инструменти. Впоследствие завършва окръжни и национални школи за ръководител на музикални и певчески състави. От 1962 г. до 1982 г. е художествен ръководител на музикално-естраден състав „Оптимист“ при Образцово читалище „Н. Й. Вапцаров“ – Благоевград. В състава израстват отлични изпълнители-инструменталисти и вокалисти, като: Д. Бояджиев, Захари Григоров, Димитър Чалъков, Д. Бозалъков, Осман Демов, Спас Кацарски, Михаил Ичев, Цветанка Борисова – първият лауреат на първия събор „Пирин пее“ в м. Предела през 1962 г. с песента „Заплакала е Стара планина, та я дочула Пирин планина“ – в негова обработка.
Творческият му път като композитор започва от 1961 г. като едновременно с това и сам пише текстове за песните си. Първата му песен е за Георги Измирлиев – „Мъжко чедо“. В това време се ражда и песента „Далечен разговор“, по стихотворение на Дамян Дамянов и така 50 години. Писал е музика по стихове на Никола Вапцаров, Марко Недялков, Николай Зидаров, Евтим Евтимов и др. В по-голяма част от творбите си възпява подвига и героизма на хората, дали живота си за свободата на България.
В периода след 1974 г. голяма част от неговите песни са включени в репертоара на ансамбъл „Пирин“ и най-вече от изпълнителите Руска Стоименова, Ганчо Николов, Таня Костова, Мария Томова, Живка Костадинова, Палагия Костова, Венета Цветкова, Милица Димитрова, Йорданка Димитрова, както и от по-новите изпълнители в днешно време. Емблематичните му песни като „Имала майка“ в изпълнение на Руска Стоименова, както и другите певци от ансамбъла, наред с песента „Пиринска младост“, са взривявали с изпълнението си залите по концерти и спектакли в страната и чужбина. Работил е съвместно с Александър Кокарешков, Стоян Стоянов, Димитър Динев и др., като те са направили много от аранжиментите на песните му.
На 60-годишния юбилей на ансамбъл „Пирин“ на 4 декември 2014 г. в зала 1 на НДК певицата Руска Стоименова изпълнява песента „Имала майка“ като част от репертоара и историята, свързана с ансамбъла.
През 1970-те години написва „Песен за Благоевград“, посветена на града, а през 1973 г. написва песен-химн на благоевградския футболен отбор „Пирин“, когато отборът влиза в А група. Следват много авторски песни, които остават завинаги в сърцата на хората от Пиринския край и цяла България.
През 1976 г. Дийн Рийд идва в България за участието си във фестивала „Ален мак“ – Благоевград. При престоя си желае да научи българска песен. Предлагали са му няколко известни български поп и народни песни, но той чува песента „Имала майка“ и за няколко дни я научава на български език. Има среща с композитора в Благоевград и я изпълнява публично на сцената.
Към дирекция „Балкантон“ издава много дългосвирещи грамофонни плочи – малки и големи, касети, както и диск за приятели. Има издадени и 7 сбирки от „Пирински песни“.
Негови песни са участвали и са печелили награди на фестивали в Сандански – „Пирин фолк“, „Златен кестен“ – Петрич, „Македония фолк“ – Благоевград, „Пирин пее“ в м. Предела и други.
Бил е член и е сред основателите на СНЦ „Музикаутор“.
Певци като Руска Стоименова, Таня Костова, Мария Томова, Живка Костадинова, Палагия Костова, Венета Цветкова, Милица Димитрова, Георги Гоцев, Иван Гоцев, Гуна Иванова, Кирил Костов, Мая Нешкова, Иван Дяков, Джина Стоева, Николай Славеев, Николай Кимчев, Димитър Коларов, Сунай Чалъков, Райна, Нелина, Веселин Маринов, Боряна Карпузова, дует Спасови, БМГ „Ку-ку-бенд“, МФГ „Перун“, МФГ „Бански старчета“, МФГ „Огражденската четворка“ и др. записват негови песни.
Умира на 11 юли 2013 година в Градево. Погребан е в Благоевград.

## Дискография
| Година | Албум                                                                                              | Вид | Издател   | Каталожен номер |
| ------ | -------------------------------------------------------------------------------------------------- | --- | --------- | --------------- |
| 1975   | „Пирински песни – музика и текст Димитър Янев. Изп. ДАНПТ „Пирин“ – Благоевград, дир. Ст. Стоянов“ | LP  | Балкантон | ВНА 1774        |
| 1975   | „Имала майка“/ „Литна ми сокола“                                                                   | SP  | Балкантон | ВНК 3251        |
| 1975   | „Димитър Янев. Първи фестивал на политическата песен „Ален мак“, Благоевград '75“                  | SP  | Балкантон | ВТК 3302        |
| 1977   | „Майчице една“/ „Лична девойка“                                                                    | SP  | Балкантон | ВТК 3340        |
| 1978   | „Южен край“/ „Мой соколе“                                                                          | SP  | Балкантон | ВТК 3455        |
| 1980   | „Моя бяла птица“/ „Древна красота“                                                                 | SP  | Балкантон | BTK 3634        |
| 1980   | „Гласове от Пирин. Песни от Димитър Янев“                                                          | LP  | Балкантон | ВТА 10329       |
| 1980   | „Имам си родина. Песни от Димитър Янев“                                                            | LP  | Балкантон | ВТА 10491       |
| 1981   | „Обичам хората добри. Песни от Димитър Янев“                                                       | LP  | Балкантон | ВТА 10729       |
| 1981   | „Песни от Благоевград – Кирил Стефанов/ Димитър Янев“                                              | LP  | Балкантон | ВТА 10732       |
| 1983   | „Димитър Янев“                                                                                     | SP  | Балкантон | ВТК 3734        |
| 1983   | „Димитър Янев“                                                                                     | SP  | Балкантон | BTK 3735        |
| 1988   | „Димитър Янев. Избрани песни“                                                                      | MC  | Балкантон | ВТМС 7293       |
| 1989   | „Ден денувам, кътища потайни. Песни от Димитър Янев“                                               | LP  | Балкантон | ВНА 12341       |
| 1990   | „Струмяни. Песни от Димитър Янев“                                                                  | MC  | Балкантон | ВНМС 7372       |

## Семейство
От брака си има две дъщери – Весела и Малинка.

## По-известни песни
„Имала майка“, „Пиринска майка“, „Южен край“, „Стар мерак“, „Алени звезди“, „Македонио“, „Красота“, „В огин пламна Рила планина“, „Песен за Гоце Делчев“, „Хайдушка“, „Байкушевата мура“, „Вдъхновение“, „Трифоне, Трифоне“, „Мога ли без тебе, Пирин“ – песен за Банско, „Моя бяла птица“ – песен за Сандански, „Мелник“, „Смели граничари“, „Карамфил“, „Аз съм българче“, „Три юнака“, „Съдбо моя“, „Литна ми соколе“, „Юнак умира верен на народа“, „Мило мое внуче“ и др.

## Отличия и награди
- ордени „Св. св. Кирил и Методий“ – първа, втора и трета степен[1]
- звание „Заслужил деятел на изкуството“ (1974)[1]
- звание „Народен деятел на изкуството и културата“ (1984)[1]
- „Будител на годината“ – награда на ВМРО (2006)
- Почетна грамота за принос в развитието и популяризирането на българската култура, връчена от министъра на културата Стефан Данаилов (2009)
- Голямата награда на Международен фестивал „Македония фолк“ – Благоевград и награда за принос
- други отличия, грамоти и награди през годините

Изразът „Българи юнаци“, който тръгва от българите по стадионите на световното първенство по футбол в Америка през 1994 г., идва от неговата песен „Имала майка“, където и публиката, и футболистите я запяват след поредната победа и оттам взимат думите от припева: „Е-е-е-е, Никола, е-е-е-е, български юнак“. Американците по стадионите са питали: „Какво е това юнак?“ А българите са отговаряли, че това е нещо много повече от герой.
Филми за него са правени от канал „Пирин“, телевизия „Око“, телевизия „Родина“ и БНТ.
Получил е признанието на хората, като го наричат „Градевския Моцарт“ и „Пиринския Орфей“.